# Pável Bykov
Pável Pávlovich Bykov –en ruso, Павел Павлович Быков– (24 de abril de 1982) es un deportista ruso que compitió en esgrima, especialista en la modalidad de sable.
Ganó una medalla de oro en el Campeonato Mundial de Esgrima de 2011 y dos medallas en el Campeonato Europeo de Esgrima, oro en 2012 y bronce en 2011.

## Palmarés internacional
| Campeonato Mundial | Campeonato Mundial      | Campeonato Mundial | Campeonato Mundial |
| Año                | Lugar                   | Medalla            | Prueba             |
| ------------------ | ----------------------- | ------------------ | ------------------ |
| 2011               | Catania (Italia)        | Medalla de oro     | Sable por equipos  |
| Campeonato Europeo |                         |                    |                    |
| Año                | Lugar                   | Medalla            | Prueba             |
| 2011               | Sheffield (Reino Unido) | Medalla de bronce  | Sable por equipos  |
| 2012               | Legnano (Italia)        | Medalla de oro     | Sable por equipos  |